# Carbon Hill, Alabama
Carbon Hill là một thành phố thuộc quận Walker, tiểu bang Alabama, Hoa Kỳ. Dân số năm 2009 là 2026 người, mật độ đạt 142 người/km².